# 杰斯图里
杰斯图里（義大利語：Gesturi），是意大利撒丁大区南撒丁省的一个市镇。总面积46.87平方公里，人口1302人，人口密度27.8人/平方公里（2009年）。ISTAT代码为106006。